# Новое Тонино
Новое Тонино — деревня в Спасском районе Рязанской области. Входит в Михальское сельское поселение

## География
Находится в центральной части Рязанской области на расстоянии приблизительно 15 км на север-северо-восток по прямой от районного центра города Спасск-Рязанский.

## История
В 1897 году здесь было учтено 36 дворов.

## Население
Численность населения: 224 человека (1897), 17 в 2002 году (русские 100 %), 1 в 2010.